# Blata (řeka)
Blata je pravostranný přítok řeky Moravy, který protéká okresy Olomouc, Prostějov a Přerov v Olomouckém kraji. Délka toku činí 45,3 km. Plocha povodí měří 315,0 km².

## Průběh toku
Pramení v Zábřežské vrchovině severně od Vilémova v nadmořské výšce 423,8 m. U Seničky vtéká do rovinatého Hornomoravského úvalu, kudy pokračuje jihovýchodním směrem až do ústí. Vlévá se do řeky Moravy nedaleko Lobodic v nadmořské výšce 193,8 m. 
Říčka Blata převážně teče intenzivně obhospodařovanou polní krajinou a je velmi znečištěná. K jejímu rozvodnění dochází jen zřídka. Naposled k tomu došlo v roce 2006, kdy zaplavila jen menší části okolních polí.

### Sídla podél toku
Vilémov (prameniště), Cakov, Senička, Senice na Hané, Vojnice, Těšetice, Lutín, Olšany u Prostějova, Bystročice, Dubany, Vrbátky, Štětovice, Hrdibořice, Biskupice, Klopotovice, Annín (Tovačov), Lobodice

### Větší přítoky
- levé – Stouska, Romza
- pravé – Šumice, Zlatá stružka, Deštná

## Vodní režim
Hlásný profil:
| místo       | říční km | plocha povodí | průměrný průtok (Qa) | stoletá voda (Q100) |
| ----------- | -------- | ------------- | -------------------- | ------------------- |
| Klopotovice | 8,13     | 292,99 km²    | 0,45 m³/s            | 37,0 m³/s           |

## Fotogalerie

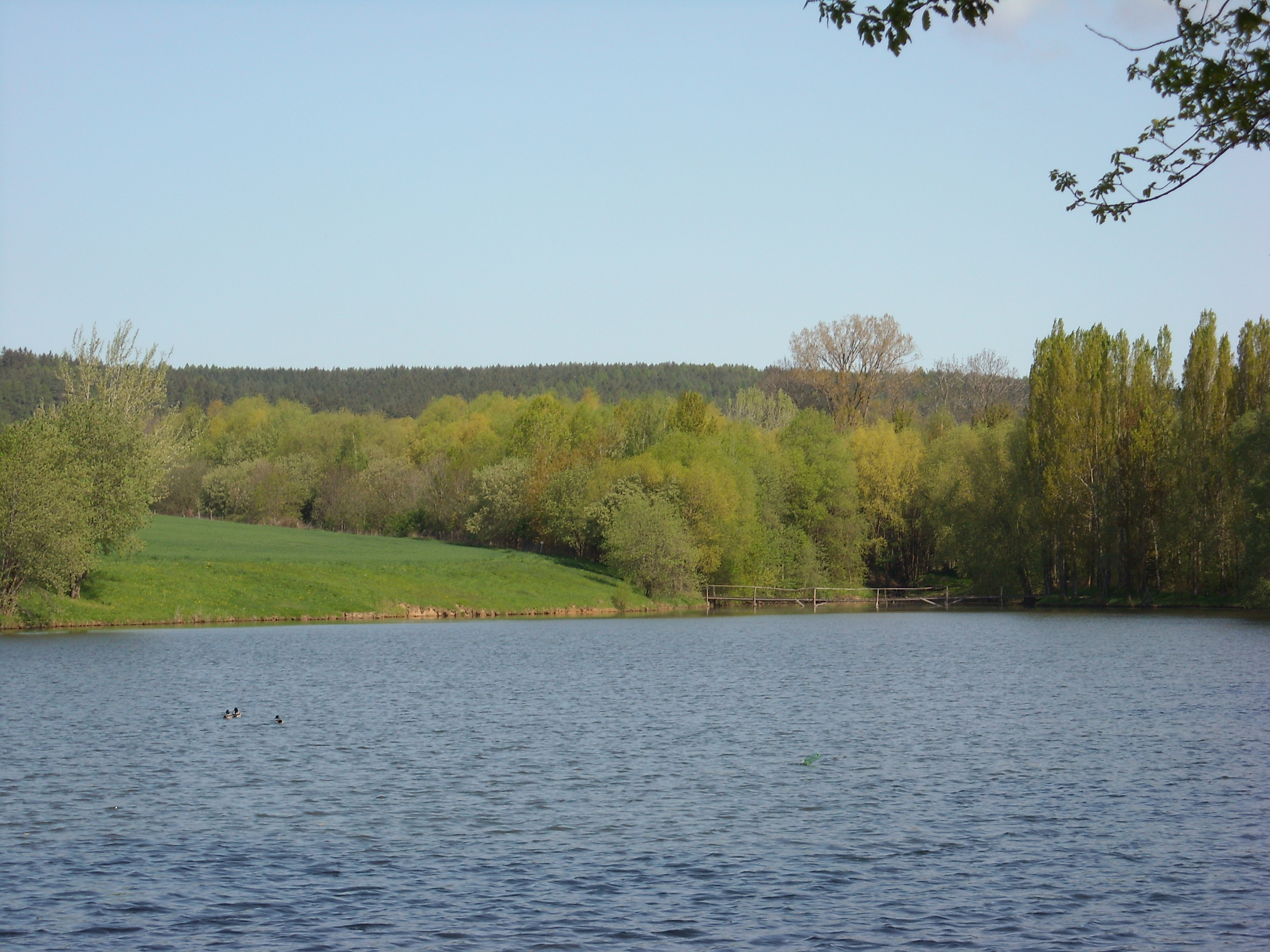
Vilémovská přehrada
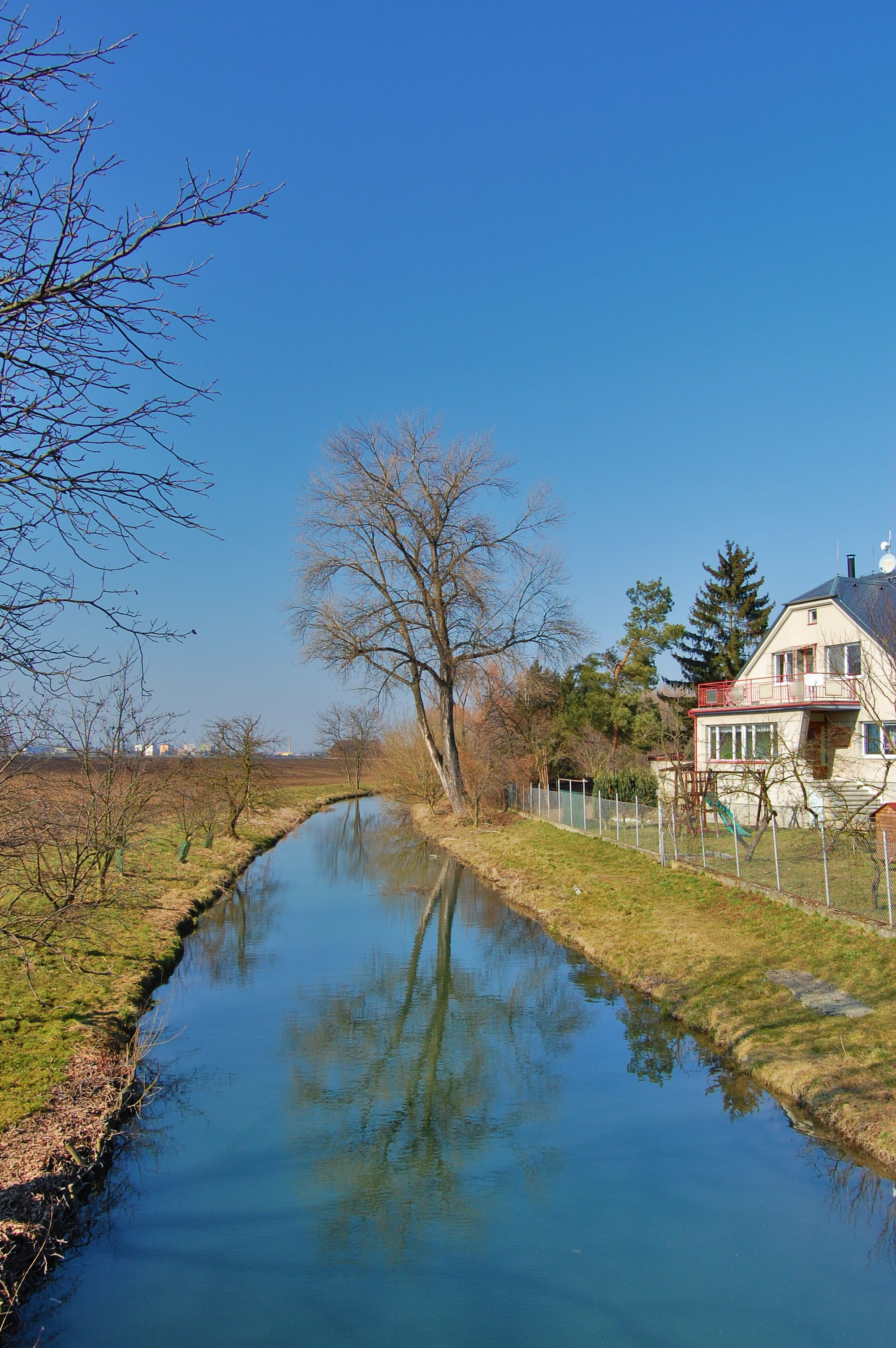
Blata při vstupu do Olšan
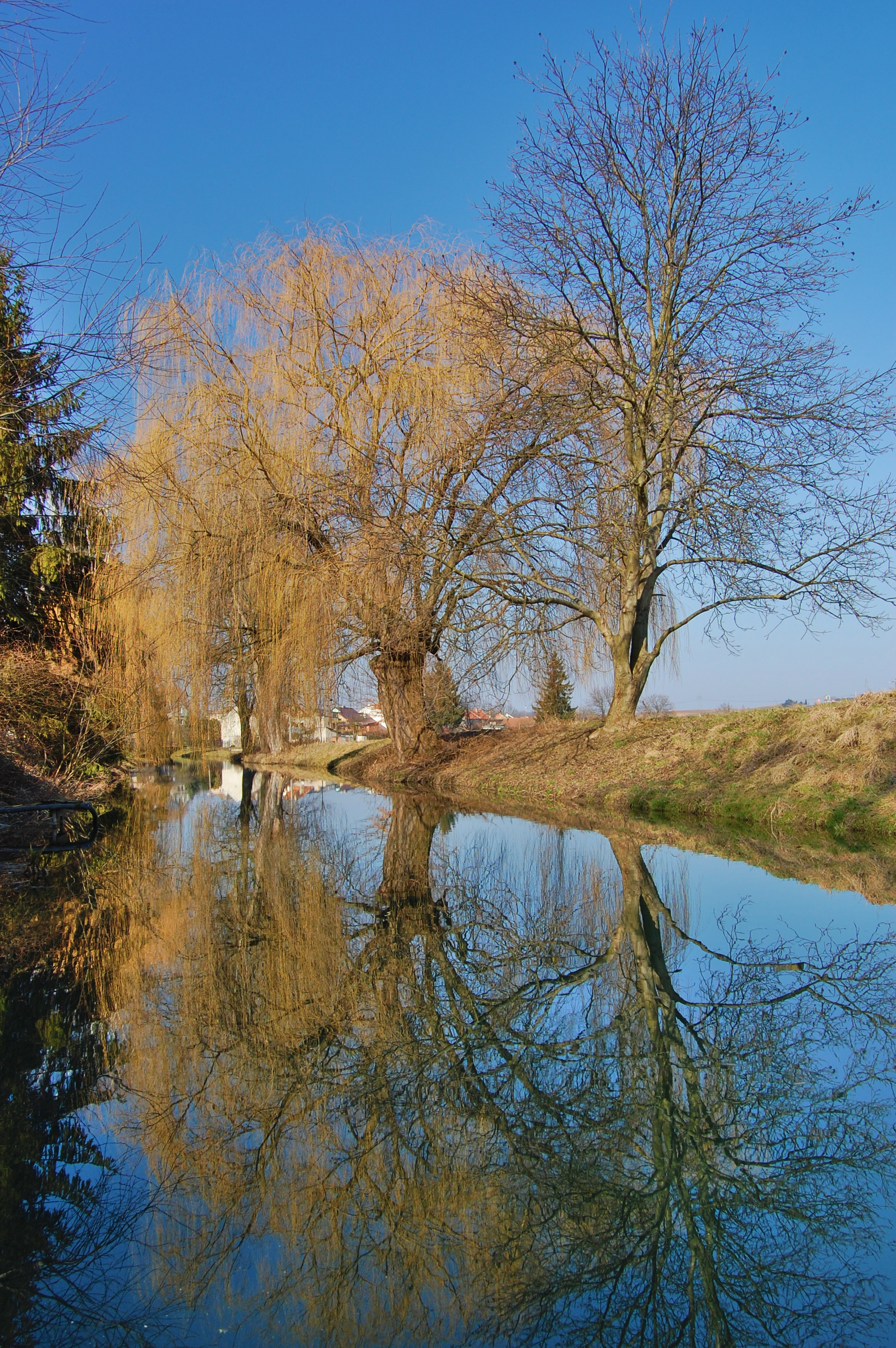
V Olšanech
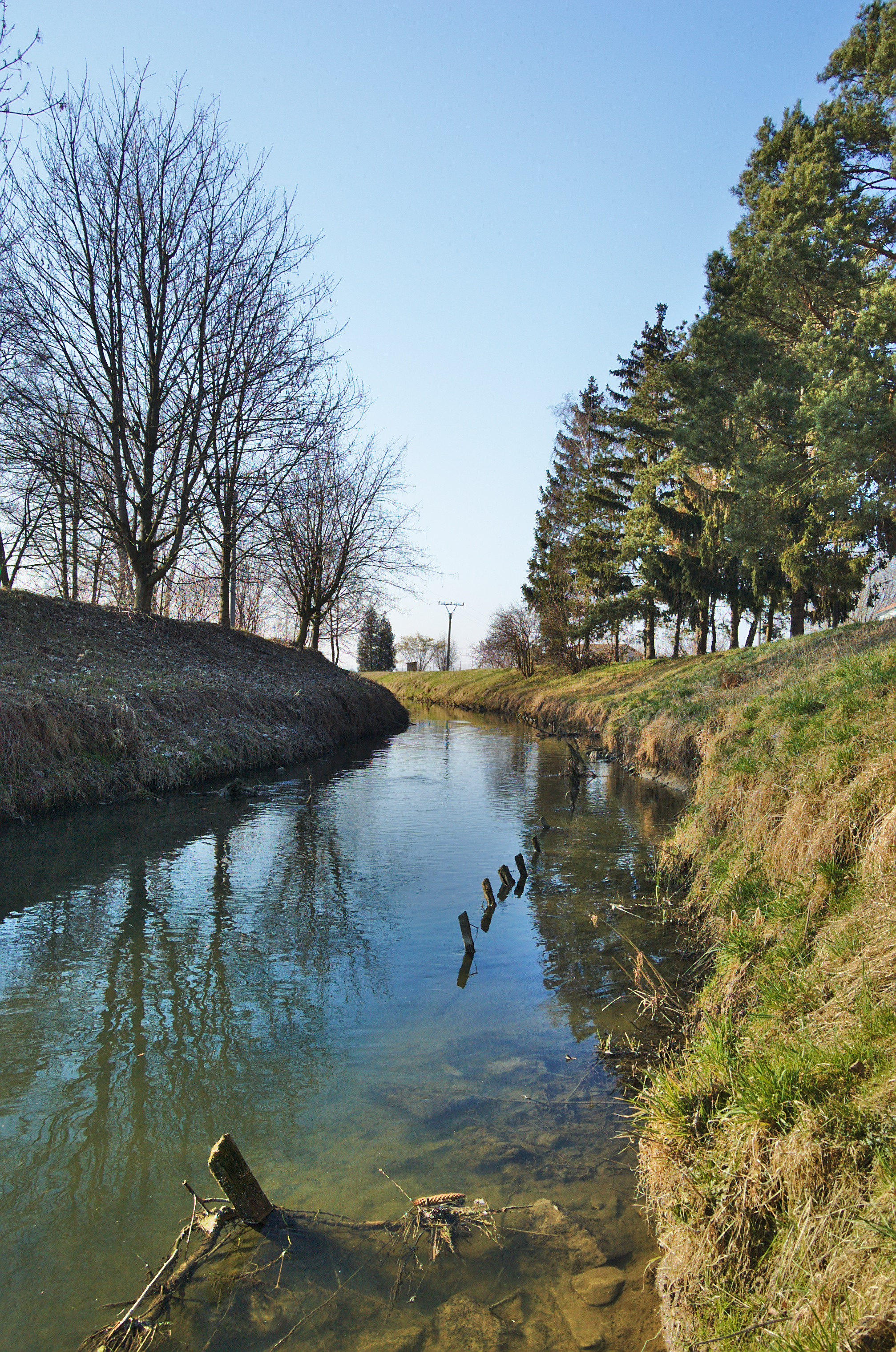
Říčka v Bystročicích
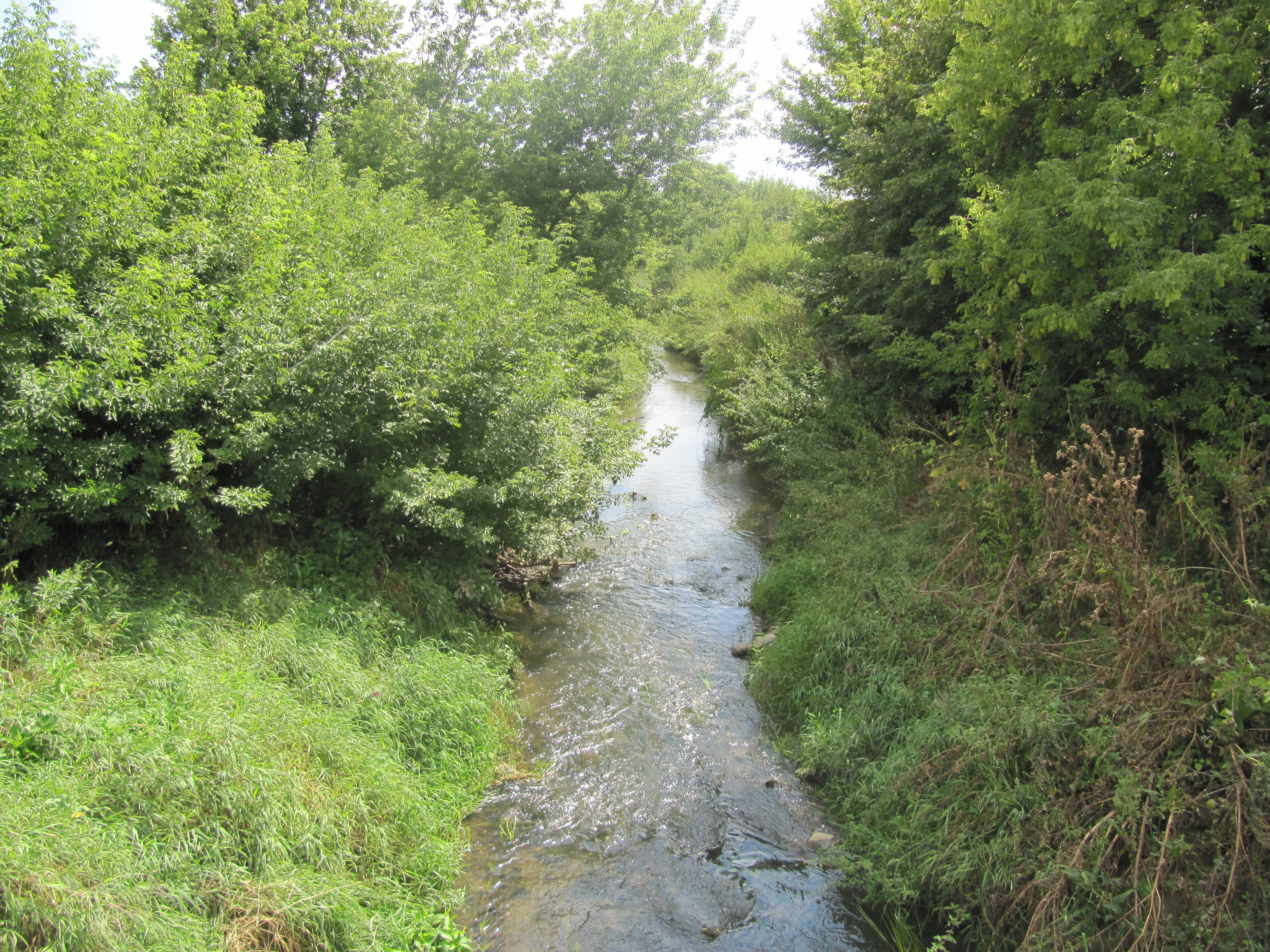
V Klopotovicích